# Улленсакер
Улленсакер (норв. Ullensaker) — коммуна в губернии Акерсхус в Норвегии. Административный центр коммуны — город Йессхейм. Официальный язык коммуны — букмол. Население коммуны на 2007 год составляло 26 934 чел. Площадь коммуны Улленсакер — 252,46 км², код-идентификатор — 0235.

## История населения коммуны
Население коммуны за последние 60 лет.

Статистика коммуны Улленсакер